# 女の子専科 トマトタイム
『女の子専科 トマトタイム』（おんなのこせんか トマトタイム）は、1983年4月10日から1985年3月31日まで、文化放送の毎週日曜日深夜24:15 - 24:30（JST）に放送されていたラジオ番組。女性リスナー向けに、性についての情報、性教育を伝えていた情報番組。
ライオンの生理用品『アンネ』の単独提供。

## 概要
この番組では若い女性たちをトマトに例えて呼び、その「トマト」たちのために面白く真面目に性のことについて考えていた番組。専門家から成るアドバイザーの元、生理や妊娠などについての正しい知識、基礎体温の計り方などの様々な情報をトークに交えて伝えていた。
トークを展開していたパーソナリティは、朝倉燎子と村上里佳子（現・RIKACO）の二人。番組中二人は姉妹という設定で、朝倉が「姉役」、村上が「妹役」で出演していた。
女性リスナーから悩みや相談、質問など様々な手紙、はがきを随時募集しており、読まれたリスナーには「レディースキット」と言われたグッズが贈られていた。
本番組のオープニングテーマ曲は『トマトタイム』（作詞・来生えつこ、作曲・玉置浩二、歌・村上里佳子）。

## スタッフ
- アドバイザー
  - 勝見喜也（東邦大学大橋病院第二産婦人科）
  - 山本直英（吉祥女子高等学校）
- 構成：崎南海子